# El Kazovsky
El Kazovsky, född 13 juli 1948, död 21 juli 2008, var en ryskfödd ungersk konstnär, scenkonstnär, poet och kostymdesigner. Kazovsky var en av de ledande ungerska målarna på sin tid.     

## Privatliv
El Kazovsky föddes som Elena Kazovskaya i Leningrad, Ryssland. Hans mor var Irina Putolova, en konsthistoriker, och hans far var Yefim Kazovsky, en fysiker. 1965, vid 15 års ålder, flyttade Kazovsky till Ungern. 1977 tog Kazovsky en examen i målning från den ungerska akademin för skön konst. El Kazovskys lärare var György Kádár och Ignác Kokas. 
El Kazovsky var öppet transsexuell och identifierade sig som man.

## Konst
Kazovskys konst kan inte delas upp i perioder; samtliga målningar skildrar den mytologiska värld som konstnären skapade. Flera figurer återkommer i målningarna, till exempel en lång näshund och en balettdansare. Föruom målningar har Kazovsky konstruerat scenkonstruktioner, gjort föreställningar och installationer. 

## Priser
- Kossuth-priset (2002)
- Mihaly Munkacsy-priset (1989)
- Gyula Derkovits stipendium (1980)

## Utställningar
Soloföreställningar: 
- El Kazovsky: Encore— Várfok Gallery, Budapest, 2016
- Ryska statens museum - Marmorpalatset, St Petersburg, 2005

Gruppshower: 
- Mis-en Abyme (Kép a képben) - Várfok Gallery, Budapest, 2008
- Ungersk konst. Danubiana — Meulensteen Art Museum, Bratislava, 2007
- Re: embrandt - Samtida ungerska artister svarar. Museet för de sköna konsterna - Budapest, Budapest, 2006
- Gemensamma rymden - Ernst Museum Budapest, Budapest, 2006
- I svartvitt — Grafisk konstutställning. Műcsarnok / Kunsthalle Budapest, 2001
- Millennial serie av utställningar i Mucsarnok - Mucsarnok Kunsthalle, Budapest, 2000

## Offentliga samlingar
- Ungerns nationalgalleri (Magyar Nemzeti Galéria), Budapest, Ungern
- Ludwig Museum - Museum för samtida konst, Budapest, Ungern
- Institutet för samtida konst, Dunaújváros, Ungern
- Muzeum Sztuki w Lodz, Lodz, Polen

## Böcker, monografier
- Forgacs, Eva: El Kazovszkij (monografi, 1996)
- Uhl, Gabriella: El Kazovszkij kegyetlen testszínháza (album, 2008)